# EIBA
European Instalation Bus Association (EIBA) je sdružení vedoucích firem v oblasti elektroinstalací v Evropě.
Jeho cílem je nabízet jednotný systém instalační sběrnice pro řízení provozních procesů v budovách.

## EIB
Prvky kompatibilní se systémem EIBA by měly mít označení EIB. Jedná se o decentralizovaný instalační řídící systém pro zařízení budov, umožňující měření, regulaci, zapínání a vypínání, hlídání a kontrolu strojů, přístrojů a zařízení v budovách. Někteří výrobci označují svoje výrobky KNX/EIB nebo jen KNX. Jde o propracovanější verzi, která je ale zpětně kompatibilní se staršími výrobky označenými EIB.
V systému EIB se paralelně s vedením 230 V klade i vedení datové sběrnice. Na ní se pak napojují jednotlivé snímače a ovladače.

## Zařízení systému EIB

### Snímače
Čidla nebo spínače, vysílající na sběrnici signály informující o stavu konkrétního zařízení: Zapnuto, vypnuto, teplota, intenzita osvětlení apod.

### Ovladače
Zařízení ovládající všechny výkonné přístroje na základě signálů ze snímačů: Stmívače, stykače, termoregulátory.

### Systémové komponenty
Slouží ke správnému směrování signálů, spojení mezi různými úseky sběrnice, napájení sběrnice(DC 24V). Jsou vstupními místy pro připojení programovacího přístroje.

## Výhody systému EIB
- jednoduchá instalace
- jednoduché a málo nákladné pozdější změny či rozšíření
- decentralizovaný systém, při výpadku zařízení funguje celek dál
- úspora energie a nákladů